# Nunzio Sulprizio
Sveti Nunzio Sulprizio (Pescosansonesco, 13. travnja 1817. – Napulj, 5. svibnja 1836.) - talijanski katolički svetac, po zanimanju kovač. Papa Franjo proglasio ga je svecem 2018. godine.
Iz skromne obitelji, rođen je u Pescosansonescu u Abruzzu 13. travnja 1817. godine, nazvan je Nunzio u čast Blažene Djevice Marije. Ubrzo je dječačić ostao bez oba roditelja pa ga je odgajala baka po majci, koja ga je učila vjeronauk; recitirati krunicu i ići na misu, a također pohađati župnu školu. U devetoj godini umrla mu je i baka, a Nunzio je povjeren ujaku s majčine strane, nasilnom i vulgarnom čovjeku, koji je mladića potaknuo na kovačko zanimanje u trgovini, koju je imao u rodnom gradu Pescosansonescu. Dječak, iscrpljen teškim radom i brojnim maltretiranjima ujaka, krhke građe, razbolio se od bolesti kostiju, nakon što je ozlijedio gležanj. Odlazio je na izvor Riparossa oprati ranu, koja mu je prekrila cijelo lijevo stopalo, unatoč činjenici da su ga stanovnici sela držali dalje od izvora u strahu od zaraze. Dok se osvježavao, recitirao je krunicu.
Godine 1834. otišao je u Napulj, gdje mu je živio ujak s očeve strane, vojna osoba stacionirana u Maschio Angioinu, koji je postao svjestan loših uvjeta života svog nećaka i pomogao mu je, da ga liječi medicinski pukovnik burbonske vojske Felice Wochinger, koji mu je pružio smještaj u Maschio Angioinu. U želji da se posveti Gospodinu i s obzirom na svoje bolest, Nunzio je u svojoj sobi maknuo sav namještaj, živio u strogom asketskom karmelićanskom stilu, čineći svoju sobu vrlo sličnom sobi u samostanu. Primljen je u bolnicu neizlječivih, primio prvu pričest i tom je prilikom doživio prvu ekstazu.
U bolnici je podučavao katekizam bolesnoj djeci, čineći i mnoga čuda, ali tretmani nisu uspjeli izliječiti njegove strašne patnje, među ostalim amputaciju udova, što je dovelo do njegove smrti 5. svibnja 1836. u 19. godini.
Papa Pavao VI. proglasio ga je blaženim 1. prosinca 1963. godine, a papa Franjo svecem 14. listopada 2018. godine.